# درگیری ۲۰۲۵ هند و پاکستان
در ۷ مه ۲۰۲۵ (۱۷ اردیبهشت ۱۴۰۴)، هند حملات موشکی به پاکستان را با رمز عملیات سِندور (هندی: ऑपरेशन सिन्दूर, انگلیسی: Operation Sindoor) انجام داد. هندوستان اعلام کرد که زیرساخت‌های تروریستی لشکر طیبه و جیش محمد در پاکستان و پاکستان تحت مدیریت جامو و کشمیر را هدف قرار داده است. حملات هند پاسخی به حمله ۲۰۲۵ پهلگام در جامو و کشمیر تحت کنترل هند بود. این حمله به جبهه مقاومت نسبت داده شد و اکثریت کشته‌شدگان گردشگران غیرمسلمان از جمله ۲۶ تبعه هندی و یک شهروند نپالی بودند. هند پاکستان را به حمایت از مهاجمان متهم کرد، هرچند پاکستان این اتهامات را رد کرد. این حمله باعث بحران ۲۰۲۵ هند و پاکستان شد که بخشی از درگیری گسترده کشمیر است.
پاکستان گفت که حملات هند مناطق غیرنظامی (از جمله مساجد) را هدف قرار داده است و ۲۶ غیرنظامی پاکستانی از جمله یک کودک را کشت. شهباز شریف، نخست‌وزیر پاکستان، این حملات را یک اقدام جنگی خواند و قول داد به آن پاسخ دهد. پاکستان به تلافی حملات هند پرداخت. هند اعلام کرد توپخانه پاکستان سه غیرنظامی هندی را کشته است.

## واکنش پاکستان
پاکستان در دقایق ابتدایی از حمله موشکی هند به نیروگاه برق مظفرآباد خبر داد. پس از آن مقامات پاکستان از حمله موشکی هند به سه نقطه خبر دادند و اعلام کردند به زودی به این حمله پاسخ نظامی خواهد. همچنین برخی از منابع پاکستانی از مورد هدف قرار گرفتن چند مرکز دینی خبر دادند
با تکمیل شدن اطلاعات و ابعاد حمله نظامی هند، منابع نظامی پاکستان گفتند که پنج مکان در کاتلی، احمدپور ایست، مظفرآباد، باغ و مورید که هدف قرار گرفته‌اند. که سه مکان از این مناطق شامل کاتلی، مظفرآباد و باغ در کشمیر تحت کنترل پاکستان قرار دارند. احمدپور ایست و موریدکه نیز هر دو در استان پنجاب پاکستان واقع شده‌اند. گزارش‌های اولیه از کشته شدن ۳ نفر و زخمی شدن ۱۲ نفر خبر داده بود.
در پی این حملات فرودگاه لاهور بسته و حریم هوایی پاکستان به روی تمامی پروازهای بسته شده است و ژنرال احمد شریف، سخنگوی نیروهای مسلح پاکستان اظهار کرد: نیروی هوایی این کشور در برابر جنگنده‌های هندی وارد عمل شده و اجازه ورود آن به حریم هوایی پاکستان را ندادند. .
ساعاتی بعد تلویزیون دولتی پاکستان به نقل از منابع نظامی از سرنگونی دو جنگنده و یک پهپاد نظامی هندی خبر داد.
شهباز شریف، نخست‌وزیر پاکستان، این حملات را محکوم کرد و وعده انتقام داد. او گفت هند حملاتی بزدلانه در پنج نقطه انجام داده است و پاکستان کاملاً حق دارد به این اقدام جنگی هند با تمام قدرت پاسخ دهد و چنین نیز خواهد کرد.
ساعاتی بعد با برآورد دقیق‌تر آمار کشته‌شدگان غیرنظامی به ۲۶ و زخمی‌ها به ۴۶ نفر رسید. دو نفر نیز مفقود اعلام شدند.
ساعاتی بعد خواجه محمد آصف، وزیر دفاع پاکستان مدعی اسارت چندین نظامی هندی توسط نیروهای پاکستانی شد و تأیید کرد که جنگنده‌های این کشور و همزمان نیروهای پدافند هوایی آن پس از حمله موشکی هند موفق به سرنگونی ۵ جنگنده هندی شده‌اند.
پاکستان به شورای امنیت سازمان ملل متحد اعلام کرد در مکان و زمانی که خود انتخاب خواهد کرد، و بر اساس ماده ۵۱ منشور سازمان ملل متحد، به حملات هند پاسخ خواهد داد.
پاکستان ساعاتی بعد پایگاه هوایی نظامی هند در شهر سریناگر را مورد حمله نظامی قرار داد. پلیس هند ادعا کرد که در جریان پاسخ نظامی پاکستان دو زن در کشمیر هند زخمی شدند که حال یکی از آنها وخیم است.

## واکنش هند
هند در رویکرد دیپلماسی تلاش کرد برای کاهش سطح تنش‌ها به تبیین این موضوع بپردازد که پایگاه‌های ترویستی را هدف قرار داده و هدف این حملات پاکستان نبوده است.
به گزارش رویترز مقامات هند اعلام کردند طی عملیاتی با نام «سِندور» به زیر ساخت‌های تروریستی در ۹ مکان حمله موشکی کردند و در این عملیات تأسیسات نظامی پاکستان آسیبی ندیده است.
سفارت هند در آمریکا نیز در بیانیه‌ای اعلام کرد که هند در جریان عملیات نظامی به تأسیسات غیرنظامی، اقتصادی یا نظامی پاکستان حمله نکرده و فقط اردوگاه‌های تروریستی را هدف قرار داده است.

## تناقض روایت‌هایی خبری
ارتش هند اعلام کرده که ۹ نقطه را در پاکستان و منطقه کشمیر تحت کنترل اسلام‌آباد هدف حمله قرار داده است این در حالی است که مقامات پاکستانی حمله به ۵ نقطه شامل کاتلی، احمدپور ایست، مظفرآباد، باغ و مورید را تأیید کرده‌اند.

## واکنش‌های بین‌المللی

### رئیس‌جمهور آمریکا
ترامپ در جمع خبرنگاران این حملات را شرم‌آور خواند و ابراز امیدواری کرد تنش‌ها هرچه زودتر پایان یابد.

### سخنگوی وزارت خارجه آمریکا
تمی بروس، سخنگوی وزارت امور خارجه آمریکا، به خبرنگاران گفت: «ما همچنان از پاکستان و هند می‌خواهیم که برای دستیابی به یک راه‌حل مسئولانه که صلح بلندمدت و ثبات منطقه‌ای را حفظ کند، تلاش کنند.»

### سخنگویدبیرکل سازمان ملل
استفان دوجاریک، سخنگوی دبیرکل سازمان ملل، در بیانیه‌ای گفت: «دبیرکل بسیار نگران عملیات نظامی هند است. او خواستار خویشتن‌داری حداکثری نظامی از سوی هر دو کشور است. جهان نمی‌تواند رویارویی نظامی بین هند و پاکستان را تحمل کند.»

### وزارت خارجهچین
وزارت خارجه چین در بیانیه‌ای تأکید کرد تا از بدتر شدن اوضاع اجتناب کنند.
چین همچنین از دو کشور خواست تا از انجام اقداماتی که به پیچیده شدن بیشتر وضعیت موجود منجر می‌شود، اجتناب کنند و اقدامات خود را با احتیاط پیش ببرند.
وزارت خارجه چین همچنین به دو کشور توصیه کرد اقداماتی را در راستای ثبات و صلح انجام داده و آرامش خود را حفظ کنند.

### دبیر کابینه دولتژاپن
یوشیماسا هایاشی، دبیر کابینه دولت ژاپن گفت: «ما حمله تروریستی کشمیر را به‌شدت محکوم می‌کنیم. با این حال، نگران تشدید درگیری‌ها و احتمال بروز جنگ گسترده هستیم. از هر دو کشور می‌خواهیم با گفت‌وگو تنش‌ها را کاهش دهند.»

### سفیراسرائیلدرهند
روون آزار، سفیر اسرائیل در هند گفت: اسرائیل از حق دفاع مشروع هند حمایت می‌کند. تروریست‌ها باید بدانند جایی برای پنهان شدن از جنایات خود ندارند.

### وزیر امورخارجه آمریکا
وزیرخارجه آمریکا در گفت‌وگو با مشاوران امنیت ملی هند و پاکستان از دو کشور خواست خطوط ارتباطی بین خود را باز نگه دارند و از تنش اجتناب کنند. مارکو روبیو در شبکه اجتماعی ایکس نوشت: «من از نزدیک اوضاع بین دو کشور را رصد می‌کنم. صحبت‌های دونالد ترامپ، رئیس‌جمهور آمریکا را بازگو می‌کنم و امیدوارم این درگیری به سرعت پایان یابد و روسای دو کشور به سمت یک راه حل صلح‌آمیز پیش بروند.»

## پیش زمینه آغاز درگیری (حمله پهلگام)
این حملات یک هفته پس از حمله تروریستی در منطق کشمیر هند انجام شد. ۲۲ آوریل ۲۰۲۵ (۲ اردیبهشت ۱۴۰۴) افراد مسلح در آن عملیات تروریستی با گشودن آتش به سوی گروهی از گردشگران در منطقه توریستی پهَلگام واقع در حدود ۹۰ کیلومتری شهر سرینگر، پایتخت تابستانی کشمیر تحت کنترل هند، دست‌کم ۲۶ نفر را کشتند (۲۵ شهروند هندی و یک تبعه نپالی).
کابینه دولت هند در واکنش اولیه خود پیمان مشترک آبی موسوم به معاهده سند طاس که ۶۵ سال قدمت دارد را تعلیق کرد. چندین رودخانه از هند به پاکستان جریان دارند و منابع حیاتی آب را برای حدود ۸۰ درصد از مزارع آنجا فراهم می‌کنند. رهبران پاکستان پیش از این هشدار داده بودند که هرگونه تلاشی برای متوقف کردن جریان آب به عنوان یک اقدام جنگی تلقی خواهد شد. همچنین دستور خروج اتباع پاکستانی به ویژه وابستگان دفاعی و نظامی سفارت این کشور از هند را صادر و گذرگاه رسمی مرزی خود اتاری را نیز به روی پاکستان بست.
آژانس‌های تحقیقاتی هند مدعی شده‌اند دستگاه‌های چینی را از محل حمله تروریستی کشف کرده‌اند. بازرسان هندی مدعی‌اند که در این حمله تروریست‌ها از ابزارهای ارتباطی چینی از جمله تلفن‌های ماهواره‌ای هوآوی و برنامه‌های پیام‌رسان رمزگذاری شده استفاده کرده‌اند.

## پیامدها

### پیامدهای اقتصادی
بازار سهام پاکستان پس از درگیری نظامی با هند، سقوط کرد اما در مقابل دارایی‌های هند، نسبتاً ثابت بودند. هند ساعاتی پس از اعلام توافق تجارت آزاد با انگلیس، اعلام کرد حملات نظامی علیه پاکستان را در اوایل روز چهارشنبه انجام داده است. اعلام خبر توافق تجاری توانست حداقل به‌طور موقت، تأثیر حمله نظامی بر دارایی‌های مالی هند را محدود کرد.
به دنبال هدف قرار گرفتن جنگنده های رافال به دست جنگنده های چینی نیروی هوایی پاکستان، ارزش سهام شرکت داسو (شرکت سازنده جنگنده) در بورس جهانی سقوط کرد.
نشریه نیوزویک بعد از موفقیت جنگنده های چینی خبر داد وزارت دفاع ملی چین در واکنش به گزارش‌هایی مبنی بر اینکه «چندین کشور در حال مذاکره با پکن برای خرید تسلیحات، از جمله جنگنده‌های جی-۱۰ هستند»، گفت که «چین مایل است دستاوردهای توسعه تجهیزات خود را با کشورهای دوست به اشتراک بگذارد». نشریه نیوزویک در ادامه «به موفقیت آشکار نیروی هوایی چین در رویارویی اخیر هند و پاکستان» اشاره کرد و تاکید کرد «هواپیماهای جنگنده چینی خود را در نبرد ثابت کردند و نیروهای پاکستانی ادعا کردند که جت‌های هندی را سرنگون کرده‌اند».